# Otto Junghann

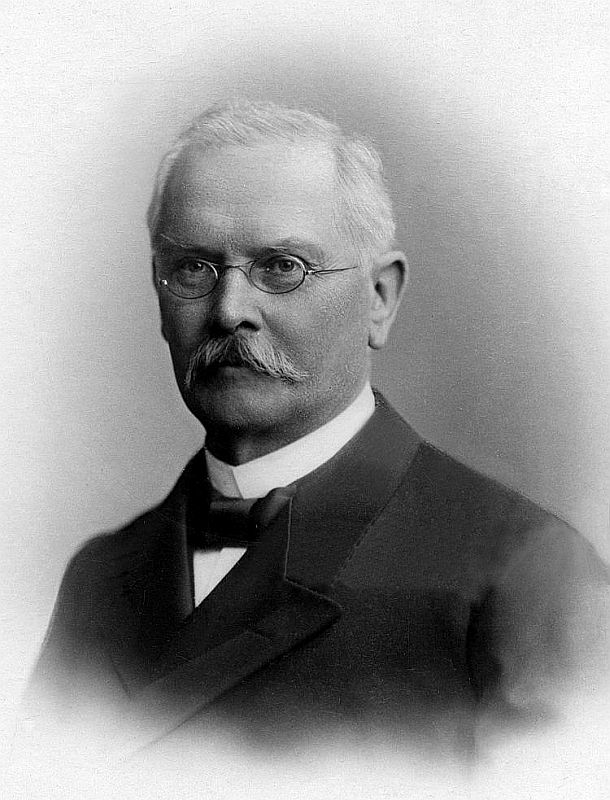
Otto Junghann, 1928

Otto Junghann (* 29. September 1873  in Königshütte, Oberschlesien; † 25. Oktober 1964) war ein deutscher Verwaltungsjurist. Er leitete Internationale Nichtregierungsorganisationen und trat für die Rechte von Minderheiten ein.

## Leben
Junghann wurde am 29. September 1873 als Sohn des Generaldirektors der Vereinigte Königs- und Laurahütte AG und Mitglieds des Preußischen Abgeordnetenhauses in Königshütte in der Provinz Schlesien geboren. Am 9. August 1904 heiratete er Margarete Haniel in Mülheim an der Ruhr.
Junghann studierte ab 1893 am Lehrstuhl für deutsches Recht der Universität Lausanne Rechtswissenschaft und schloss sich der Société d’Étudiants Germania Lausanne an. Er wechselte an die Ruprecht-Karls-Universität Heidelberg, wo er 1894 im Corps Guestphalia Heidelberg recipiert wurde. Er beendete das Studium an der 
Friedrich-Wilhelms-Universität zu Berlin. Nach dem 1. juristischen Staatsexamen im Jahr 1896 war er Referendar am Kammergericht. Er verfasste seine Dissertation und wurde 1898 zum Dr. iur. promoviert.
Danach leistete er den Militärdienst als Einjährig-Freiwilliger im 1. Pommerschen Ulanenregiment Nr. 4 in Thorn in der damaligen Provinz Westpreußen ab. Dort wurde er später Leutnant, Oberleutnant und Rittmeister d. R. wurde. 1904 schloss er das Referendariat mit dem 2. Staatsexamen ab und heiratete Margarete Haniel in Mülheim an der Ruhr. Ab 1906 war er Regierungsassessor bei der Bezirksregierung Wiesbaden und beim Landrat des Rheingaukreises in Rüdesheim am Rhein. Bald darauf wurde er 1907 beim deutschen Generalkonsulat in Shanghai im Kaiserreich China beschäftigt. Ab 1908 war er als Hilfsarbeiter im preußischen Ministerium für Handel und Gewerbe in Berlin.
1911 wurde er zum Landrat im Landkreis Grünberg i. Schles. ernannt. Dieses Amt übte er acht Jahre lang bis 1917 aus. Ab 1917 war er als Ministerialreferent beim preußischen Staatskommissar für Volksernährung beschäftigt. Von 1917 bis 1919 war er zugleich als Präsident der Reichskartoffelstelle im Reichsernährungsamt in Berlin tätig. Noch im Jahr 1919 erfolgte seine Berufung zum Regierungspräsidenten für den Regierungsbezirk Köslin in der Provinz Pommern. Dieses Amt übte er sechs Jahre lang aus.
Im Jahr 1925 schied Junghann aus dem Staatsdienst aus. Bereits im selben Jahr, kurz vor Aufnahme Deutschlands in den Völkerbund im September 1926, dem Vorläufer der Vereinten Nationen (UNO), engagierte er sich als Vizepräsident des Weltverbands der Völkerbundsgesellschaften und bis 1939 als Geschäftsführer der Deutschen Liga für den Völkerbund in Berlin, in der er Mitglied und zeitweise Vorsitzender des Minderheitenausschusses war.
1952 gehörte er zu den Gründungsmitgliedern der Gesellschaft für die Vereinten Nationen in Berlin, zu deren Ehrenvorsitzenden er ernannt wurde. In Ausübung dieser Funktionen setzte er sich vor und auch während des Zweiten Weltkriegs unermüdlich für Minderheiten ein. Seine Korrespondenz aus den Jahren von 1925 bis 1955 befindet sich im Bundesarchiv.
Außerdem war er Präsident des Instituts für Grenz- und Auslandsstudien (IGA) in Berlin und ab 1929 Direktor der Deutschen Rentenbank-Kreditanstalt. In den Jahren zwischen 1925 und 1933 veröffentlichte er eine Reihe von Arbeiten zu den Problemen von Minderheiten. Parallel war Junghann ständiger Delegierter beim  Europäischen Nationalitätenkongress.

## Ehrungen
- preußischer Roter Adlerorden 4. Klasse
- Eisernes Kreuz am weißen Bande
- preußische Rote Kreuz-Medaille 3. Klasse
- preußisches Verdienstkreuz für Kriegshilfe
- fürstlich lippisches Kriegsverdienstkreuz
- Schlesisches Bewährungsabzeichen

## Schriften
- Das Minderheitenschutzverfahren vor dem Völkerbund. Mohr, Tübingen 1934.
- Zur Frage der Form einer ständigen Minderheitenkommission beim Völkerbunde. Braumüller, Wien 1933.
- National minorities in Europe. Convici, Friede, New York 1932.
- Die nationale Minderheit. Zentral-Verlag, Berlin 1931.
- The Origin and solution of the problem of national minorities. W. Braumüller, Wien 1929.
- Ursprung und Lösung des Problems der nationalen Minderheiten. W. Braumüller, Wien 1929.
- Die deutsche Liga für Völkerbund. Deutsche Liga für Völkerbund, Berlin 1925.